# شنفرپوشگوین‌گیش
latitudeشنفرپوشگوین‌گیشlongitudeشنفرپوشگوین‌گیش
شنفرپوشگوین‌گیش با نام کامل «شنفرپوشگوین‌گیش‌گوگریخوئیرندروبوشنتیسیلیوگوگوگوخ»(به انگلیسی: Llanfairpwllgwyngyllgogerychwyrndrobwllllantysiliogogogoch) () نام روستایی در جزیره انگلیزی در ولز است و در کتاب رکورد گینس به عنوان طولانی‌ترین نام در بریتانیای کبیر شناخته شده است.

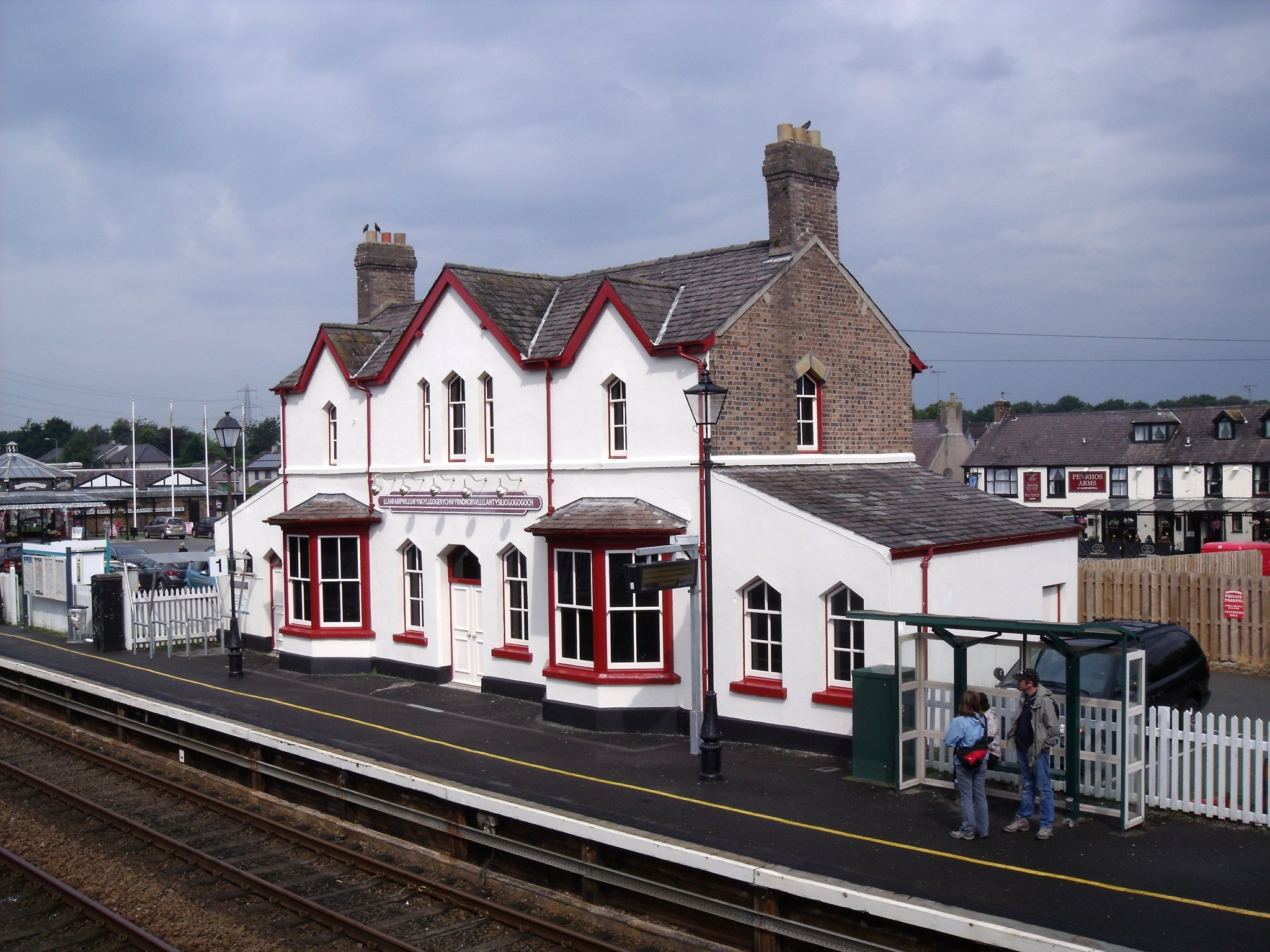

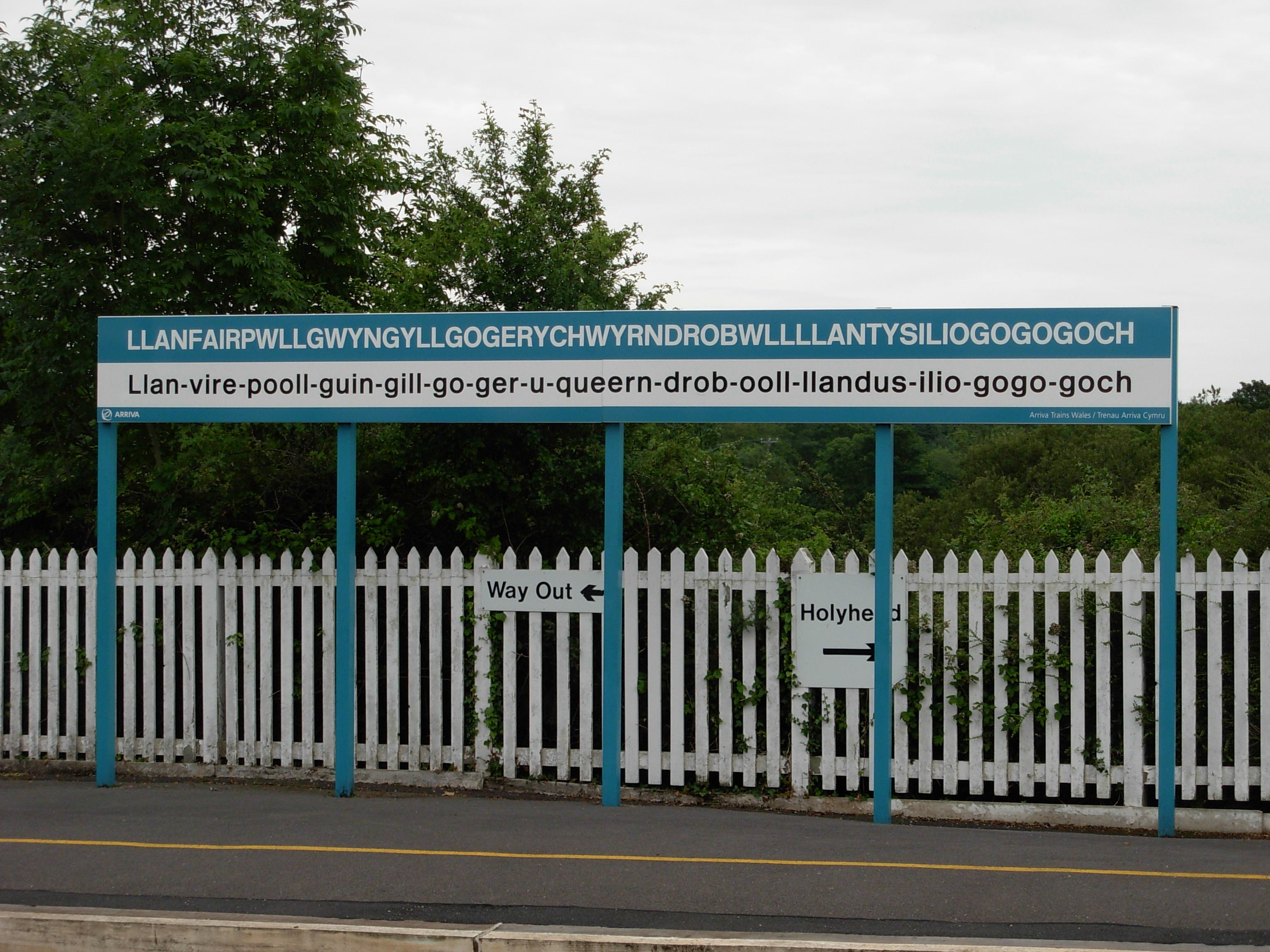
تابلوی ایستگاه راه آهن